# Foyet
Foyet (ou Mfeyet) est un village du Cameroun situé dans le département du Noun et la Région de l'Ouest. Il fait partie de l'arrondissement de Njimom.

## Population
En 1966-1967, la localité comptait 804 habitants, principalement Bamoun et Bororo. Lors du recensement de 2005, on y a dénombré 2 310 personnes.

## Infrastructures
Foyet dispose d'une école publique et d'un marché bi-hebdomadaire et d'un collège public à la disponibilite de sa population et ceux du village voisin.